# Аккудык (Карагандинская область)
Аккуды́к (каз. Аққұдық) — упразднённое село в Бухар-Жырауском районе Карагандинской области Казахстана, входило в состав Доскейского сельского округа.

## История
Совместным постановлением акимата Карагандинской области от 13 июня 2008 года № 17/03 и решением VIII сессии Карагандинского областного маслихата от 26 июня 2008 года № 136 «Об изменениях в административно-территориальном устройстве Бухар-Жырауского и Каркаралинского районов Карагандинской области», село Аккудык было упразднено и исключено из учётных данных, поселение села было включено в состав административного центра сельского округа села Доскей.

## Население
| Численность населения | Численность населения |
| 1989                  | 1999                  |
| --------------------- | --------------------- |
| 44                    | ↗93                   |